# Македонско девойче
„Македонско девойче“ (на македонска литературна норма: Македонско девојче) е македонска авторска фолклорна песен.
Автор на музиката и текста е композиторът от Югославия Йонче Христовски. Той пише песента за първия рожден ден на Невена, дъщеря на певицата Виолета Томовска – 4 февруари 1967 година, а след това е направен първият запис в изпълнение на Томовска в дует с Кирил Манчевски.